# مارتن كاتس
مارتن كاتس (بالإنجليزية: Martin Katz)‏ هو عازف بيانو أمريكي، ولد في 27 نوفمبر 1945.

## وصلات خارجية
- مارتن كاتس على موقع ميوزك برينز (الإنجليزية)
- مارتن كاتس على موقع ديسكوغز (الإنجليزية)